# Sitio Arqueológico de Sabratha
El sitio arqueológico de Sabratha es una ciudad excavada númida y más tarde romana situada cerca de la actual Sabartha, Libia.
Fue un puesto comercial fenicio que sirvió como salida para los productos del interior de África, y más tarde formó parte del efímero reino Númida de Massinissa antes de ser romanizado y reconstruido en los siglos II y III D.C.

## Historia
Sabratha, en el litoral de Libia, 40 km al oeste de la actual Trípoli fue fundada por colonos fenicios en el siglo VI o V A.C, y creció hasta convertirse en una ciudad próspera durante gran parte del periodo romano, aunque no sobrevivió mucho a la llegada de los árabes en el siglo VII D.C. Hoy se ubica junto a Leptis Magna como uno de los principales sitios clásicos de la región, La exploración moderna de las ruinas se inició en 1926 durante el periodo colonial italiano y en los años siguientes gran parte del corazón de la ciudad quedó al descubierto. Durante el período de la Administración Militar Británica inmediatamente después del final de la Segunda Guerra Mundial, una expedición británica llevó a cabo tres temporadas de trabajo.

### Patrimonio de la Humanidad en peligro
En 2016, el sitio fue inscrito en la lista de Patrimonio de la Humanidad en peligro .